# Ignacio Sánchez Romo
Ignacio Agustín Sánchez Romo (Las Palmas de Gran Canaria, 11 de febrero de 1993) es un futbolista que juega como extremo derecho en el F. C. Cartagena de la Primera Federación.

## Trayectoria
Nacho Sánchez jugó como juvenil en el C. D. Numancia y tras pasar las dos temporadas en la S. D. Almazán, en verano de 2015 fue citado por el club para hacer la pretemporada con el primer equipo numantino.
En la pretemporada, Nacho se convirtió en el máximo goleador del C. D. Numancia y su buena labor propició que se ganara la confianza de Jagoba Arrasate.
En mitad de la temporada 2015-16, firma su primera licencia profesional, certificando así el salto definitivo al fútbol profesional español en el C.D. Numancia.
En la temporada 2017-18, la tercera en el Numancia, está a punto de conseguir el ascenso a Primera División. En la temporada 2018-19 continúa siendo una alternativa en el mediocampo del Numancia. En el conjunto soriano disputaría un total de 5 temporadas en los que jugaría 130 partidos en división de plata.
En la temporada 2020-21 fichó por el Marbella F.C. por una temporada tras quedar libre del equipo soriano por el descenso a Segunda División B.
En la temporada 2021-22, fichó por el Real Unión de la Primera RFEF, donde jugaría durante dos temporadas anotando la cifra de 21 goles (5 goles en la primera temporada y 16 goles en la segunda).
El 3 de julio de 2023, pasa a formar parte de la plantilla del Racing Club de Ferrol de la Segunda División de España.
El 17 de julio de 2025, firma por el FC Cartagena de la Primera RFEF.

## Clubes
| Club                  | País   | Año         | Partidos | Goles |
| --------------------- | ------ | ----------- | -------- | ----- |
| SD Almazán            | España | 2012-2015   |          |       |
| CD Numancia           | España | 2015-2020   | 142      | 8     |
| Marbella FC           | España | 2020-2021   | 25       | 0     |
| Real Unión            | España | 2021-2023   | 70       | 20    |
| Racing Club de Ferrol | España | 2023-2025   | 57       | 3     |
| FC Cartagena          | España | 2025-Actual |          |       |